# Ricardo Nkosi
Ricardo Nkosi Kiala (Luanda, Angola, 22 de junio de 1988) es un actor de cine, televisión y teatro conocido principalmente por su papel en la obra de El rey león y su papel en La que se avecina.

## Biografía
Ricardo Nkosi nació en Angola en 1988, pero su familia se trasladó a España cuando tenía tres años, al barrio madrileño de Vallecas, donde estudió primaria y secundaria. Habla con fluidez español, francés y portugués. Su historia con la música empieza desde muy pequeño, tocando la batería. Se formó en interpretación con Gina Piccirilli y en canto con José María Sepúlveda y Jaume Giró. Ha sido miembro del coro Gospel Factory, y como cantante ha trabajado para artistas como Pitingo, Melendi o Gisela, entre otros.
Le encanta el deporte y domina artes marciales como el Muay thai. También ha sido jugador de baloncesto profesional hasta 2009, año en que le llega su primer papel profesional con 20 años en teatro musical, interpretando a Chad Danforth en High School Musical en Madrid.
En 2009 se presenta al concurso Míster Madrid, y también ése año consigue un papel en televisión en la serie de éxito Doctor Mateo, en la que interpreta el personaje de Moruba durante 25 episodios. 
Su faceta de cantante hace que sea seleccionado en varias producciones musicales como Hair, Oh! Cabaret, Tarzán, The Hole Zero o Tina, el musical.
Quizás su musical más conocido haya sido El rey león, producción en la que dio vida a Mufasa, el padre de Simba, durante 6 años.. 
En 2017 actúa en la teleserie Allí abajo; y entra en la serie La que se avecina de Telecinco, en el papel del conserje Ongombo. Abandonó la ficción tras el final de su decimosegunda temporada en 2022. 
En cine participa en el film de 2013 El día del padre; y protagonizó en 2019 la película Lo nunca visto, con Carmen Machi, Pepón Nieto, Jon Kortajarena, Montse Pla, Jimmy Castro, Malcolm Treviño-Sitté y Kiti Mánver entre otros. 

## Carrera profesional
| Año         | Título              | Personaje     | Producción                 |
| ----------- | ------------------- | ------------- | -------------------------- |
| 2008        | High School Musical | Chad Danforth | Stage Entertainment España |
| 20XX        | Hair                |               |                            |
| 20XX        | Tarzán              |               |                            |
| 20XX        | Oh! Cabaret         |               |                            |
| 2017        | The Hole Zero       |               |                            |
| 20XX - 20XX | El rey león         | Mufasa        | Stage Entertainment España |
| 20XX        | Tina, el musical    |               | Stage Entertainment España |
| 2024        | Origen              |               | Scala, Gran Canaria        |

| Año         | Título            | Personaje       | Episodios | Cadena    |
| ----------- | ----------------- | --------------- | --------- | --------- |
| 2009        | Doctor Mateo      | Moruba          | 25        | A3media   |
| 2017        | Allí abajo        | Amigo de Yasmin | Cameo     | A3media   |
| 2017 - 2021 | La que se avecina | Ongombo         | 33        | Telecinco |
| 2019        | Neverfilms        | Dios            | 1         |           |
| 2023        | Tu cara me suena  |                 | 1         | A3media   |

| Año  | Título           | Personaje | Director           | Notas        |
| ---- | ---------------- | --------- | ------------------ | ------------ |
| 2013 | El día del padre |           | Alberto Carpintero | Largometraje |
| 2019 | Lo nunca visto   |           | Marina Seresesky   | Largometraje |